# جيم كيلسي
جيم كيلسي (بالإنجليزية: Jim Kelsey)‏ هو قسيس أمريكي، ولد في 27 أغسطس 1952 في بالتيمور في الولايات المتحدة، وتوفي في 3 يونيو 2007.